# World Orthography
Cette page contient des caractères spéciaux ou non latins. S’ils s’affichent mal (▯, ?, etc.), consultez la page d’aide Unicode.
La World Orthography (WO) est un système d’orthographes basé sur l’alphabet phonétique international et proche de l’alphabet international africain. Les lettres sont empruntés à l’alphabet phonétique international, et comme le fait l’alphabet international africain les lettres peuvent être écrites en majuscules et des règles orthographiques phonémiques permettent d’écrire plusieurs dialectes ou accents avec les mêmes graphies.

## Histoire
En 1912, une orthographe phonétique et une translittération sont décrites (en minuscules uniquement) dans le supplément au Maître phonétique, The Principles of the International Phonetic Association.
En 1916, Daniel Jones et Solomon Tshekisho Plaatje publie A Sechuana Reader / ɺipalɔ tsɑ̄-sᵻcƪɑ̀ːnɑ̱ utilisant l’alphabet phonétique international pour une orthographe sans majuscule du tswana. 
En 1917, Paul Passy publie la septième édition du Premier livre de lecture contenant des textes écrits avec une orthographe phonétique (en minuscules uniquement), tandis que dans les éditions précédentes ces textes étaient des transcriptions phonétiques de sa propre prononciation.
En 1921, l’Association phonétique internationale publie L’écriture phonétique internationale qui est un système d’orthographes (toujours en minuscules uniquement) basé sur l’alphabet phonétique international.
En 1928, une orthographe pratique basée sur l’alphabet phonétique internationale, proposée à l’Institut international des langues et civilisations africaines de Londres, sera adoptée et suivie par l’Orthographe pratique des langues africaines en 1930, définissant l’Alphabet international africain composé de lettres avec minuscules et majuscules.
En 1936, J. R. Firth décrit une orthographe latine avec des minuscules et majuscules pour le birman et produit des exemples pour certaines langue d’Asie du Sud comme le tamoul, télougou, marathi, hindustani (ourdou et hindi), et le farsi.
En 1938, H. S. Perera et Daniel Jones décrivent une orthographe pour le cingalais.
En 1942, Daniel Jones propose un alphabet unique pour les langues d’Inde dans un tract, basé sur le travail de Firth, donnant des exemples pour l’hindustani, le marathi, le gujarati, tamoul et telugu. Il utilise des formes majuscules comme Ə pour ə, Ŋ (basé sur le forme minuscule ŋ agrandie) pour ŋ, Ɖ (ressemblant à Я) pour ɖ, Ɽ (ressemblant à Л) pour ɽ, une majuscule basée sur la forme minuscule ɹ agrandie pour ɹ, un N majuscule avec un crochet droit à gauche pour ɳ, un S majuscule avec un crochet droit pour ʂ, Л ou Ł pour ɭ, Ʈ pour ʈ.
En 1948, Daniel Jones décrit les principes du système World Orthography et propose une orthographe de la langue anglaise avec les lettres ‹ a b c d ð e ə f g h i j k l m n ŋ o p r s ʃ t θ u v w x y z ʒ ›. Les majuscules des lettres ð, ə, ŋ, ʃ, θ, et ʒ sont Ð (ressemblant à Ƌ), Ə, le Ŋ (basé sur le forme minuscule ŋ agrandie), Ʃ (ressemblant au sigma Σ), Θ, et Ʒ (ressemblant à un sigma inversé Σ).

## Exemples
Anglais
« 
Ðis paragraf ʃouz hwot Iŋgliʃ luks laik in wən form ov Wərld Orθografi. It wil bi noutist ðat it iz not posible tu yuz for pərposez ov speliŋ an egzakt reprezenteiʃon ov ði spic ov eni wən Iŋgliʃ-spiikiŋ gruup, bət ðat veiriəs adapteiʃonz hav tu bi meid in ordər tu rendər ðə speliŋ yuzabl bai ool sekʃonz ov ði Iŋgliʃ-spiikiŋ wərld. For instans, it iz probabli advaizable tu meik ði leter ə du dyuti for ði saund ʌ as wel az for ði saund ə, in akordans wið ði spiic ov meni in ði Norθ ov Iŋgland and in Amerika hu du not distiŋgwiʃ ðiiz saundz. Laikwaiz it wil nou daut bi faund konviinien tu rait moust ov ði ənstrest ə-saundz wið ðeir prezent speliŋz, sins ðei sou often ʃou releiʃonʃips tu əðər wərdz, az in pedant, pedantik, provident, providenʃal, meθod, meθodikal. Əgein it wil oolmoust sərtenli bi faund advanteijəs tu introdyus ə sərten nəmbər ov “wərd sainz” tu denout ʃort komon wərdz wið veiriabl pronənsieiʃon, for instans a, ði, bi, mi, ʃi, du, tu, hu. A limited nəmbər ov wərdz wud hav oltərnativ speliŋz, e.g. pas, paas, grant, graant, soolt, solt, agein, agen, wið, wiθ. »
— Extrait de Differences between Spoken and Written Language
Cingalais
« 
Uturu huləŋ̆gai irai kaura vɛɖie balə sampannədə kia beedə kəraddi, unuhun saaluak perəvaagənə innə magiek laŋ̆ga una. Magiae saaluə paləmueŋ galəvaɳɖə sɛlɛssu ekkena vɛɖie balə sampanneə kia moun beeraagənə, uturu huləŋ̆gə puluan tadin hulan gɛhɛvva. Numut hulangahənə tarəməʈə magia tavə tavə saaluə perəvagatta.
Antimeedi uturu huləŋ̆ge bɛri bavə dɛnəgənə nɛvətunə. Iiʈə passe irə tadin pɛɛvva. Ekə paarəʈəmə magia saaluə ahakkələ. Ee hinda irə vɛɖie balə sampanneə kia uturu huləŋ̆gəʈə eettu ganɖə una. »
— Borée et le Soleil (fable d’Ésope) en cingalais vernaculaire
Hindustani
« 
Beljyem meŋ jəb se pychli ləɽqi xət; hui thim kəbutəroŋ ko hərkaroŋ ka kam sykhaya ja rəha tha. Pychli ləɽai meŋ jəb tepoŋ ke goloŋ se ʈelifun ke tar kəʈ gəe, to ek jəga se dusri jəga eyʈʈhiaŋ kəbutər hi le kər jate the. . . . . . Ləɽai chyɽne ke bad aj pəyhli dəfa Badʃqh Səlamət ne ja kər fəwjoŋ ko dekha. Yn meŋ se kwch to əyse sypahi the jo Jəwlai meŋ bhərti hue the, əwr kwch ko bhərti hue mwʃkyl se aʈh dyn hue the.
 »
— Extrait de The problem of a national script for India.
Tamoul
« 
Paal kuʈikkaata puunai uɳʈaa entru raajaa tennaali raamaniʈam keeʈʈaar. Tennsali raaman uɳʈu entru patil connan. Appaʈiyaanaal koɳʈuvaa entru uttaraviʈʈaar.
Tennaali raaman tan viiʈʈuku pooy puunai ontrai piʈittu atan munnaal kotittukkoɳʈirukkum paalai vaittaan. Paalai kuʈikka poona puunaiyin mukam ventu pooyittru. Ippuʈi iraɳʈorutaram naʈanta pin, anta puunai eppootu paalai kaɳʈaalum oʈʈam piʈittatu. Kaʈaiciyaaka puunaiyai raajaaviʈam kaaɳ pittaan, raajaa mikavum aaccariyappaʈʈaar.
Kʂeemam, Aaciirvaatam, unniʈamiruntu rompanaaaɭaaka ɭeʈʈer varavillai. Яicempar maatattil irupattayintu pavun anuppiyirunteen. Atu vantu ceerunta viparam eɹutavum. Iŋke elloorum caukkiyam, unnuʈampai caukkariyamaaka paarttukoɭɭavum.
Veeɳum aaciirvaatam.
 »
— Extrait de The problem of a national script for India.